# Bière
Bière är en ort och kommun i distriktet Morges i kantonen Vaud, Schweiz. Kommunen har 1 713 invånare (2023).